# Nogometni klub Otok
Il Nogometni klub Otok, meglio noto come Otok, è una società calcistica di Otok, una località nella Regione di Vukovar e della Sirmia in Croazia.
Fondata nel 1923, nella stagione 2020–21 milita nella MŽNL Osijek-Vinkovci, quarta divisione della federazione calcistica della Croazia.
Ha disputato due stagioni (dal 1998 al 2000) nella professionistica Druga HNL.

## Palmarès

### Competizioni regionali
- Treća nogometna liga: 1

2009-2010 (girone Est)

## Strutture

### Stadio
Il club disputa le partite casalinghe allo Igralište NK Otok, un impianto con una capienza di 450 posti.